# Pehr Ribbing
Pehr Ribbing, född den 14 maj 1670 i Stockholm, död på samma ort den 14 april 1719, var en svensk statsman, son till friherre Leonard Ribbing och Catharina Falkenberg af Trystorp, sonson till riksrådet och landshövdingen Per Ribbing.

## Biografi
Efter studier i Uppsala 1685 kom Ribbing på ämbetsmannabanan. År 1693 utnämndes han till kommissarie i Kammarevisionen, 1710 blev han lagman i Halland och 1712 kammarråd. År 1714 utnämndes han till den första landshövdingen över Uppsala län efter att Upplands län delats i Uppsala och Stockholms län. Ribbing innehade sin landshövdingesyssla till år 1719.
Ribbing motsatte sig dock kungens försök att centralisera kungamakten och mot slutet av Karl XII:s regering utarbetade Ribbing tillsammans med några andra missnöjda ett förslag till ny regeringsform. Kungens död gav signalen till försöket att genomföra denna, och huvudmannen för denna "revolution" var just Pehr Ribbing. 1718 blev han ordförande i kommissionen över Görtz och kom därvid att sätta sin prägel på denna domstol, som blev ett verktyg för den allmänna ovilja Görtz ådragit sig genom sin andel i Karl XII:s förhatliga finansdispositioner och åtgärder i förvaltningen.
I Ribbings planer att genomföra det nya statsskicket ingick upphävandet av successionen. Ribbing önskade skapa en självständig rådmakt liknande den som funnits före 1680, och återföra makten till högadeln. Vid ständernas sammankomst i slutet av januari nödgades Ulrika Eleonora att avsäga sig sina arvsanspråk och förbinda sig att innan hon valdes till drottning godkänna den regeringsform ständerna skulle utarbeta.
Den nya regeringsformen blev dock inte riktigt som Ribbing tänkt sig, i det rådet gjordes beroende av ståndsriksdagen, och att klassindelningen på riddarhuset upphävdes. Lågadeln fick därigenom överhanden. Bondeståndet sökte Ribbing som lantmarskalk i möjligaste mån stänga ute. Han fick dock själv inte uppleva utgången av sina strävanden. Ribbing var främsta förslag som riksråd i den nya regeringsformen som utarbetades, men han dog av slag under pågående riksdagssammanträde. Efter begravning i Klara kyrka gravsattes Ribbing i Julita kyrka. År 1756 beslöt adeln att i riddarhussalen uppsätta hans byst, men först 1809 kom detta förslag till stånd.